# 脇坂安実
脇坂 安実（わきさか やすざね）は、江戸時代中期の大名。播磨国龍野藩6代藩主。龍野藩脇坂家8代。官位は従五位下伊勢守。

## 略歴
延享2年（1745年）6月3日、4代藩主・脇坂安興の次男として誕生。
5代藩主で異母兄・安弘に嗣子が無かったために養子となり、宝暦7年（1757年）に安弘が死去すると家督を継いだ。12月に従五位下・伊勢守に叙位・任官する。
宝暦9年（1759年）7月21日に江戸で死去した。享年15。跡を養子・安親が継いだ。

## 系譜
- 父：脇坂安興（1717-1747）
- 母：小堀次郎兵衛の娘
- 養父：脇坂安弘（1738-1757）
- 養子
  - 男子：脇坂安親（1739-1810） - 堀田正陳の四男